# バリー・ニューマン
バリー・ニューマン（Barry Foster Newman、1930年11月7日 - 2023年5月11日）は、アメリカ合衆国の俳優。マサチューセッツ州ボストン出身。ブランダイス大学卒業。
1971年のアメリカン・ニューシネマ『バニシング・ポイント』の主人公コワルスキー役で鮮烈な印象を残したほか、1970年の映画『殺人者の影』で演じた弁護士トニー・ペトロチェリーを主人公にしたテレビドラマ『弁護士ペトロチェリー』に主演、エミー賞やゴールデングローブ賞にノミネートされ、高い評価を受ける。
2023年5月11日、コロンビア大学アービング医療センターで死去。死因は不明、92歳没。

## 主な出演作品

### 映画
- 悪の実力者 Pretty boy floyd (1960)
- 殺人者の影 The Lawyer (1970)
- バニシング・ポイント Vanishing Point (1971)
- ザルツブルク・コネクション The Salzburg Connection (1972)
- 爆走! Fear Is the Key (1972)
- 弁護士ペトロチェリー/殺したのは私じゃない Night Games (1974) テレビ映画
- シティ・オン・ファイア City on Fire (1979)
- エイミー Amy (1981)
- セカンド・サイト/光と影の中で Second Sight: A Love Story (1984) テレビ映画
- ミス・マープル/鏡は横にひび割れて Miss Marple: The Mirror Crack'd from Side to Side (1992) テレビ映画
- ケニー・ロジャースの探偵物語 MacShayne: Winner Takes All (1994) テレビ映画
- デイライト Daylight (1996)
- グッバイ・ラバー Goodbye Lover (1998)
- ブラウンズ・レクイエム Brown's Requiem (1998)
- ミレニアム・クライシス Fugitive Mind (1999)
- イギリスから来た男 The Limey (1999)
- ビッグムービー Bowfinger (1999)
- チャーリー・シーンのミスター・グッド・アドバイス Good Advice (2001)
- トゥルー・ブルー True Blue (2001)
- 恋する40DAYS 40 Days and 40 Nights (2002)
- Manhood (2003)
- 私たちは一体全体何を知っているというの？ What the Bleep Do we Know!? (2004)
- Grilled (2006)

### テレビドラマ
- 弁護士ペトロチェリー Petrocelli (1974-1976)
- 疑惑 Fatal Vision (1984) ミニシリーズ
- ジェシカおばさんの事件簿 Murder, She Wrote (1988-1989, 1995)
- NYPD BLUE～ニューヨーク市警15分署 NYPD Blue (1994, 1998)
- The O.C. The O.C. (2005)